# Gangs of London
Gangs of London är en brittisk kriminaldramaserie vars första säsong hade premiär den 23 april 2020. Den tredje säsongen har en planerad premiär under 2025. Serien är skapad av Gareth Evans och Matt Flannery.

## Handling
Serien utspelar sig i London och kretsar kring de turbulenta maktkamperna mellan flera internationella gäng och det plötsliga maktvakuum som uppstår när ledaren för Londons mäktigaste brottsfamilj blir mördad.

## Rollista (i urval)
- Joe Cole - Sean Wallace
- Colm Meaney - Finn Wallace
- Lucian Msamati - Ed Dumani
- Sope Dirisu - Elliot Carter
- Michelle Fairley - Marian Wallace
- Brian Vernel - Billy Wallace
- Ray Panthaki - Jevan Kapadia
- Jing Lusi - Vicky Chung
- Waleed Zuaiter - Koba